# Gare de Boisseaux
Gare de Boisseaux vasútállomás Franciaországban, Boisseaux településen.

## Vasútvonalak
Az állomást az alábbi vasútvonalak érintik:
- Párizs–Bordeaux-vasútvonal

## Kapcsolódó állomások
A vasútállomáshoz az alábbi állomások vannak a legközelebb:
- Gare d’Angerville (Paris Gare d’Austerlitz)
- Gare de Toury (Gare de Bordeaux-Saint-Jean)